# Dernell Every
Dernell E. Every (* 18. August 1906 in Athens, New York; † 11. September 1994 in Mount Kisco) war ein US-amerikanischer Florettfechter.

## Leben
Dernell Every nahm an drei Olympischen Spielen teil: 1928 schied er in Amsterdam in der zweiten Runde der Einzelkonkurrenz aus, während er mit der Mannschaft Fünfter wurde. Bei den Olympischen Spielen 1932 in Los Angeles belegte er mit der Mannschaft den dritten Platz. Mit Hugh Alessandroni, George Calnan, Richard Steere, Joseph Levis und Frank Righeimer erhielt er somit die Bronzemedaille. 1948 verpasste Every als Vierter im Mannschaftswettbewerb einen weiteren Medaillengewinn.
Er focht für die Yale University und gewann dreimal die US-amerikanischen Meisterschaften. Zudem war er mehrere Jahre als Fechtfunktionär in den Vereinigten Staaten aktiv.